# Mimetus caudatus
Mimetus caudatus là một loài nhện trong họ Mimetidae.
Loài này thuộc chi Mimetus. Mimetus caudatus được miêu tả năm 1990 bởi Wang.